# Fabrizio Petrossi
Fabrizio Petrossi (né à Naples en 1966) est un dessinateur italien, auteur de bandes dessinées et d'illustrations pour Disney.

## Biographie
Né à Naples (Italie) en 1966, Fabrizio Petrossi débute chez Disney en 1992. Ses premiers dessins sont publiés dans le journal italien Topolino, magazine diffusant les aventures de Mickey et de la famille Duck.
De 1995 à 2003, il travaille au service Merchandising et Publishing de Disney (dépendant de Disney Consumer Products) à Paris en tant que dessinateur en chef des personnages. À la même époque, il est également formateur des nouveaux dessinateurs pour l’entreprise dans de nombreux pays. En 2003, il revient à la bande dessinée en contribuant à Pif Gadget et à Bob l’éponge.
En 2004, il réalise l’album Mickey et les Trois Mousquetaires, s’appuyant sur le dessin animé éponyme puis en 2010, il assiste Lorenzo Mattotti sur le design des personnages du film Pinocchio du réalisateur et scénariste Enzo D'Alò (2012). Il travaille aussi sur l'adaptation en BD d'Epic Mickey : Le Retour des héros (2012).
En 2018, il réalise l’album Mickey à travers les siècles (reprise de l'ancienne bande dessinée française de Pierre Fallot et Pierre Nicolas) de la collection Disney by Glénat,. Pour les 75 ans de Picsou et les 50 ans de Picsou Magazine, il illustre la couverture du  numéro 563 du magazine dernièrement citée, sortie le 6 juillet 2022. Il réalise la maquette qui servira de couverture d'une nouvelle mouture du Journal de Mickey, sorti le 31 août 2022. Le 9 novembre 2022, il illustre l’album Picsou, le dragon de Glasgow de nouveau avec la collection Disney by Glénat avec Joris Chamblain au scénario. Avec cette histoire, les deux auteurs se penchent sur la jeunesse de Picsou.

#### Vidéo
- [vidéo] Création d'un dessin de Fabrizio Petrossi, dans le cadre de l'anniversaire du personnage de Mickey sur vimeo.com